# Church of Christ
The Church of Christ är namnet på flera trossamfund med amerikanskt ursprung.
Många av dem har sina rötter i de reformationsrörelser som Alexander Campbell och andra etablerade i början av 1800-talet. De hävdade att den stora splittringen på olika kyrkor och samfund hade sin bakgrund i det stora avfall som skett från Kristi lära så som den förkunnats och praktiserats i Nya Testamentet och i den urkristna kyrkan. Campbell och hans anhängare bildade Reformationsrörelsen, som skulle motverka sekterism genom att återupprätta en enda urkristen kyrka, under namnet Kristi församling eller the Church of Christ.  
En av de kyrkor som hävdade dessa anspråk och använde detta namn var den kyrka som Joseph Smith bildade 1830, senare känd som Jesu Kristi Kyrka av Sista Dagars Heliga även känt i dagligt tal som "mormonerna". 